# Saison 2021-2022 du Paris Football Club (féminines)
Maillots
Chronologie
Saison précédente Saison suivante
La saison 2021-2022 de la section féminine du Paris Football Club est la trente-sixième saison consécutive du club francilien en première division du championnat de France depuis 1986.

## Championnat de France
La Division 1 2021-2022 est la quarante-huitième édition du championnat de France féminin de football et la vingtième sous l'appellation « Division 1 ». La division oppose douze clubs en une série de vingt-deux rencontres. Les trois meilleurs de ce championnat se qualifient pour la Ligue des champions.

### Journées 1 à 6
Le Paris FC commence sa saison sur les chapeaux de roue avec un but de Clara Matéo dès la première minute de la première journée face à l'En avant Guingamp. Les Essonniennes remportent le match 4-1 et pointent à la deuxième place.
Lors de la deuxième journée, les Parisiennes se déplacent sur la pelouse du FC Fleury 91 pour le derby de l'Essonne. Le Paris FC s'impose sur la plus petite des marges grâce à un but de Coumba Sow.
La troisième journée est facilement maîtrisée par le Paris FC qui s'impose 3-0 à domicile contre le Stade de Reims, qui reste au contact du Paris SG et de l'Olympique lyonnais en tête du championnat.
Le Paris Saint-Germain est justement le prochain adversaire des Essonniennes. Dans ce derby parisien au sommet du classement, le Paris FC manque de réalisme, tandis que le Paris SG est d'une efficacité redoutable, et ces dernières s'imposent ainsi 4 à 0 avec notamment un doublé de Katoto. À noter que la recrue estivale Ouleymata Sarr effectue son retour de blessure.
Les Parisiennes affrontent ensuite l'ASSE, promu cette saison. Malgré un penalty manqué par Corboz peu avant la pause, le Paris FC s'impose 3-1 et garde le rythme dans la course au podium.

Lors de la sixième journée, le Paris FC reçoit l'ASJ Soyaux. Les Parisiennes dominent facilement les Charentaises et profitent des faux pas de Bordeaux et FC Fleury 91 pour prendre 6 points d'avance sur la quatrième place.

### Classement
| Rang | Équipe                 | Pts | J  | G  | N | P | Bp | Bc | Diff | Qualification ou relégation                                                    |
| ---- | ---------------------- | --- | -- | -- | - | - | -- | -- | ---- | ------------------------------------------------------------------------------ |
| 1    | Olympique lyonnais (C) | 64  | 22 | 21 | 1 | 0 | 79 | 8  | +71  | Qualification pour la phase de groupes de la Ligue des champions               |
| 2    | Paris Saint-Germain T  | 53  | 22 | 17 | 2 | 3 | 68 | 12 | +56  | Qualification pour le deuxième tour de qualification de la Ligue des champions |
| 3    | Paris FC               | 50  | 22 | 16 | 2 | 4 | 49 | 21 | +28  | Qualification pour le premier tour de qualification de la Ligue des champions  |
| 4    | FC Fleury 91           | 43  | 22 | 14 | 1 | 7 | 36 | 26 | +10  |                                                                                |
| 5    | Montpellier Hérault SC | 35  | 22 | 11 | 2 | 9 | 38 | 25 | +13  |                                                                                |

### Évolution du classement
Leader du championnat

Évolution du classement et des résultats
| Journée  | 1 | 2 | 3 | 4 | 5 | 6 | 7 | 8 | 9 | 10 | 11 | 12 | 13 | 14 | 15 | 16 | 17 | 18 | 19 | 20 | 21 | 22 |
| -------- | - | - | - | - | - | - | - | - | - | -- | -- | -- | -- | -- | -- | -- | -- | -- | -- | -- | -- | -- |
| Rang     | 2 | 3 | 3 | 3 | 3 | 3 | 3 | 3 | 3 | 3  | 3  | 3  | 3  | 3  | 3  | 3  | 3  | 3  | 3  |    |    |    |
| Résultat | V | V | V | D | V | V | V | D | V | N  | D  | V  | V  | V  | V  | V  | V  | N  | V  |    |    |    |

## Coupe de France
La Coupe de France 2021-2022 est la 21e édition de la Coupe de France féminine de football, une compétition à élimination directe mettant aux prises tous les clubs de football amateurs et professionnels à travers la France métropolitaine et les DOM-TOM. Elle est organisée par la FFF et ses ligues régionales. Le Paris FC évoluant en Division 1, il démarre aux seizièmes de finale.

## Statistiques individuelles
Mise à jour le 6 mai 2022.
| Nb.                 | Joueuse              | Total | Championnat | Coupe de France |
| 1.                  | Clara Matéo          | 12    | 11          | 1               |
| 2.                  | Mathilde Bourdieu    | 11    | 6           | 5               |
| 3.                  | Ouleymata Sarr       | 7     | 5           | 2               |
| 4.                  | Daphne Corboz        | 6     | 4           | 2               |
| 5.                  | Gaëtane Thiney       | 5     | 1           | 4               |
| 6.                  | Louna Ribadeira      | 4     | 4           | 0               |
| 7.                  | Coumba Sow           | 3     | 3           | 0               |
| 8.                  | Annaïg Butel         | 2     | 1           | 1               |
| 8.                  | Théa Greboval        | 2     | 2           | 0               |
| 9.                  | Adja Binaté          | 1     | 1           | 0               |
| 9.                  | Oriane Jean-François | 1     | 1           | 0               |
| 9.                  | Célina Ould Hocine   | 1     | 1           | 0               |
| 9.                  | Julie Soyer          | 1     | 1           | 0               |
| But contre son camp | But contre son camp  | 2     | 2           | 0               |
| Total Général       | Total Général        | 58    | 43          | 15              |

| Nb.           | Joueuse           | Total | Championnat | Coupe de France |
| 1.            | Clara Matéo       | 9     | 7           | 2               |
| 2.            | Daphne Corboz     | 7     | 7           | 0               |
| 3.            | Gaëtane Thiney    | 6     | 6           | 0               |
| 4.            | Mathilde Bourdieu | 2     | 2           | 0               |
| 5.            | Eseosa Aigbogun   | 1     | 0           | 1               |
| 5.            | Adja Binaté       | 1     | 1           | 0               |
| 5.            | Annaïg Butel      | 1     | 1           | 0               |
| 5.            | Airine Fontaine   | 1     | 1           | 0               |
| 5.            | Louna Ribadeira   | 1     | 1           | 0               |
| 5.            | Julie Soyer       | 1     | 1           | 0               |
| 5.            | Sophie Vaysse     | 1     | 1           | 0               |
| Total Général | Total Général     | 31    | 28          | 3               |

| Joueuse              | Jaunes | Deuxièmes jaunes | Rouges directs |
| Eseosa Aigbogun      | 1      |                  |                |
| Mathilde Bourdieu    | 1      |                  |                |
| Annaïg Butel         | 4      |                  |                |
| Théa Greboval        | 2      |                  |                |
| Oriane Jean-François | 1      | 1                |                |
| Tess Laplacette      | 1      |                  |                |
| Clara Matéo          | 1      |                  |                |
| Célina Ould Hocine   | 1      |                  |                |
| Ouleymata Sarr       | 1      |                  |                |
| Coumba Sow           | 1      |                  |                |
| Julie Soyer          | 1      |                  |                |
| Sophie Vaysse        | 5      | 1                |                |
| Total Général        | 23     | 2                | 0              |